# David Bengtsson (Oxenstierna)
David Bengtsson (Oxenstierna), död 1470 i Nyköping, var ett svenskt riksråd. 
David Bengtsson var son till Bengt Jönsson (Oxenstierna). Han blev riddare vid Karl Knutsson (Bonde)s kröning och ärvde efter fadern Ekolsund och inträdde efter upproret 1457 i riksrådet. Under 1460-talets inbördes krig deltog han i kusinen Kettil Karlsson (Vasa)s resning mot Kristian I 1464, i brodern Jöns Bengtsson (Oxenstierna)s därpå följande strider mot kung Karl och i kusinen Erik Karlsson (Vasa)s uppror mot denne 1469–1470. Sedan det sistnämnda upproret misslyckats blev David Bengtsson tillsammans med brodern Kristiern Bengtsson tillfångatagen och hållen i fängsligt förvar på Nyköpings slott, där han avled.